# 緊急生放送! FNS音楽特別番組 春は必ず来る
『緊急生放送! FNS音楽特別番組 春は必ず来る』（きんきゅうなまほうそう! エフエヌエスおんがくとくべつばんぐみ はるはかならずくる、英:FNS MUSIC SP）は、フジテレビ系列（FNS）で2020年3月21日 19:00 - 22:00（JST）に生放送された音楽特別番組。

## 概要
新型コロナウイルスの影響により、感染拡大防止でフジテレビにて3月19日から3月22日まで4夜連続で放送予定だった『世界フィギュアスケート選手権2020』大会が延期となったことに伴い、その代替番組に同局では「春くるプロジェクト」と題した一環として当番組が急遽放送されることが決定した。
「少しでも音楽の力で元気を取り戻そう!」という番組趣旨に賛同したアーティストが集結して、それを基に企画されて、番組名である「春は必ず来る」をテーマに日本中を元気にする名曲の数々を披露した。
フジテレビから番組が放送されることが正式に発表されたのは、放送当日の5日前となる3月16日だった。
『FNS歌謡祭』と『FNSうたの夏まつり』（現：『FNS歌謡祭 夏』）の番組スタッフが制作を手掛けており、春にFNS音楽特別番組が放送されるのは2017年の『FNSうたの春まつり』以来の3年ぶりとなる。なお、土曜日に放送されるのは『FNS名曲の祭典 秘蔵映像で振り返る55年 -NO MUSIC, NO TV.-』以来の約7年ぶりとなる。
当番組は『FNS歌謡祭』や『FNSうたの夏まつり』（現：『FNS歌謡祭 夏』）とは異なり、上記の前述通りで『世界フィギュアスケート選手権2020』中止が発表された3月11日から出演アーティストのキャスティングなども含めてわずか10日間で制作された。
さらに新型コロナウイルスの感染拡大による影響で帝国劇場（東京都千代田区）での公演が中止になった堂本光一（KinKi Kids）主演のミュージカル『Endless SHOCK』と、同様の理由で長期休園を余儀なくされている東京ディズニーリゾート（千葉県浦安市）で当初3月19日まで公演する予定だったミニーマウス主役のショー『イッツ・ベリー・ミニー!』の一部を、それぞれ事前収録の上で披露した。
当番組は、感染拡大防止のためスタジオでは無観客で生放送を行った。提供読みに至っては、緊急制作された番組の性質上、「御覧のスポンサーのサポートでお送りします（しました）。」とアナウンスされた（本来フィギュア中継番組に提供する予定だったため「サポート」読みとなったと見られる）。

## 当日のステージ
トップバッターでは、東京スカパラダイスオーケストラと関ジャニ∞とさかなクンが担当して「Paradise Has No Border」を披露した。大トリでは、関ジャニ∞が担当して「友よ」を披露した。それに伴い関ジャニ∞がトップバッターと大トリを共に担当した。
最多出演者は『Endless SHOCK』カンパニーであり、5曲に参加していた。
番組には新型コロナウイルスの感染拡大防止による影響で、開催中もしくは開催を控えていたライブコンサートが中止・延期になったアーティストが多く出演しており、中止・延期でエンターテインメント業界全体が規模縮小による影響で元気が少ない日本を元気づける名曲や放送時期の季節である春の名曲を中心に披露された。また、一部の出演アーティストは新曲も披露した。
ジャニーズ事務所からは堂本光一、NEWS、上田竜也、関ジャニ∞、SixTONESの5組が出演した。
ほか、VTR企画「今聴きたい! 春くるソング」と題してフジテレビのアーカイブに残る『FNS歌謡祭』『FNSうたの春まつり』『MUSIC FAIR』『うれしたのし大好き』『SOUND ARENA』『HEY!HEY!HEY! MUSIC CHAMP』『LOVE LOVE あいしてる』『Music Museum』『僕らの音楽』などといった過去に放送されたフジテレビの音楽番組・バラエティ番組・特別番組で披露された春の名曲を振り返った。番組の随所でCM前に行われた。

## 放送日時
2020年3月21日（土曜日）19:00 - 22:00（3時間）（JST）
- 一部地域は21:54（JST）で飛び降り。

## 出演者

### 司会
- 榎並大二郎（フジテレビアナウンサー）
- 永島優美（フジテレビアナウンサー）

同時期の『FNS歌謡祭』で永島とともに司会を務めている相葉雅紀については、同時間帯に裏番組『天才!志村どうぶつ園』（日本テレビ）にレギュラー出演していることから、司会の起用が見送られた。

### 出演アーティスト
- AI
- E-girls
- AKB48
- エレファントカシマシ
- 『Endless SHOCK』カンパニー（堂本光一・上田竜也 ほか[注 5]）
- 大黒摩季
- 上白石萌音
- 関ジャニ∞
- 城南海
- 倖田來未
- さかなクン
- ジェジュン
- 城田優
- スキマスイッチ
- SixTONES
- sumika
- DA PUMP
- ディズニーの仲間たち
- 東京スカパラダイスオーケストラ
- NUMBER GIRL
- NEWS
- 乃木坂46
- 氷川きよし
- 藤井フミヤ
- 水樹奈々
- 森高千里
- 森山直太朗
- WANIMA

※五十音順

### 音楽・演奏
- 武部聡志音楽団

音楽監督&Pf.：武部聡志／演奏：Dr. 藤原佑介、Ba. 浜崎賢太、Gt. 佐藤大剛、MNP. 前田雄吾

## セットリスト
| 順番 | アーティスト                                        | 楽曲                                                         |
| ---- | --------------------------------------------------- | ------------------------------------------------------------ |
| 1    | 東京スカパラダイスオーケストラ×関ジャニ∞×さかなクン | Paradise Has No Border (2017/東京スカパラダイスオーケストラ) |
| 2    | AKB48                                               | 10年桜 (2009)                                                |
| 3    | 大黒摩季                                            | ら・ら・ら (1995)                                            |
| 4    | 藤井フミヤ                                          | 夜明けのブレス (1990/チェッカーズ)                           |
| 5    | 城南海                                              | リフレクション                                               |
| 6    | スキマスイッチ                                      | 全力少年 (2005)                                              |
| 7    | NEWS                                                | U R not alone (2017)                                         |
| 8    | AI                                                  | ハピネス (2011)                                              |
| 9    | sumika                                              | フィクション (2018)                                          |
| 10   | E-girls                                             | Follow Me (2012/E-Girls)                                     |
| 11   | E-girls                                             | ごめんなさいのKissing You (2013)                             |
| 12   | 倖田來未                                            | WIND (2006)                                                  |
| 13   | SixTONES                                            | Imitation Rain                                               |
| 14   | ディズニーの仲間たち                                | イッツ・ベリー・ミニー!                                      |
| 15   | NUMBER GIRL                                         | 透明少女 (1999/ナンバーガール)                               |
| 16   | 氷川きよし                                          | 限界突破×サバイバー (2017)                                   |
| 17   | 水樹奈々                                            | STAND UP! (2016)                                             |
| 18   | DA PUMP                                             | 桜 (2019)                                                    |
| 19   | エレファントカシマシ                                | 俺たちの明日 (2007)                                          |
| 20   | ジェジュン×城田優                                   | レイニー ブルー (1986/德永英明)                              |
| 21   | 上白石萌音                                          | なんでもないや (movie ver.) (2016/RADWIMPS)                  |
| 22   | 乃木坂46                                            | シンクロニシティ (2018)                                      |
| 23   | 森高千里                                            | ララ サンシャイン (1996)                                     |
| 24   | 森山直太朗                                          | さくら（独唱） (2003)                                        |
| 25   | WANIMA                                              | 春を待って                                                   |
| 26   | 『Endless SHOCK』カンパニー                         | So Feel It Coming (2006)                                     |
| 27   | 『Endless SHOCK』カンパニー                         | NEW HORIZON (2006)                                           |
| 28   | 『Endless SHOCK』カンパニー                         | ONE DAY (2017)                                               |
| 29   | 『Endless SHOCK』カンパニー                         | 夜の海 (2017)                                                |
| 30   | 『Endless SHOCK』カンパニー                         | CONTINUE (2017)                                              |
| 31   | 関ジャニ∞                                           | 友よ (2019)                                                  |

### VTR企画（今聴きたい! 春くるソング）
- キャンディーズ「春一番」(1976) - 『MUSIC FAIR』より
- Foorin「パプリカ」(2018) - 『2019 FNS歌謡祭 第1夜』より
- 松田聖子「チェリーブラッサム」(1981) - 『初顔合わせ オールスタービックリ寄席』より
- 海援隊×松坂慶子「贈る言葉」(1979/海援隊) - 『MUSIC FAIR』より
- DREAMS COME TRUE「未来予想図II」(1989) - 『うれしたのし大好き2015〜ドリカムへの挑戦状〜』より
- 嵐「サクラ咲ケ」(2005) - 『嵐の技ありッ!』より
- イルカ「なごり雪」(1975/かぐや姫) - 『MUSIC FAIR』より
- 松たか子×KinKi Kids「明日、春が来たら」(1997) - 『LOVE LOVE あいしてる』より
- ハイ・ファイ・セット「翼をください」(1971/赤い鳥) - 『SOUND ARENA』より
- 宇多田ヒカル「SAKURAドロップス」(2002) - 『HEY!HEY!HEY! MUSIC CHAMP』より
- 藤巻亮太「3月9日」(2004/レミオロメン) - 『2017 FNSうたの春まつり』より
- aiko「桜の時」(2000) - 『HEY!HEY!HEY! MUSIC CHAMP』より
- 松任谷由実×miwa「春よ、来い」(1994/松任谷由実) - 『MUSIC FAIR』より
- ゆず「栄光の架橋」(2004) - 『MUSIC FAIR』より
- 福山雅治「桜坂」(2000) - 『Musc Museum Since 2000』より
- YUI×押尾コータロー「CHE.R.RY」(2007) - 『2012 FNS歌謡祭』より
- Mr.Children「旅立ちの唄」(2007) - 『2007 FNS歌謡祭』より
- 浜崎あゆみ「Voyage」(2002) - 『2002 FNS歌謡祭』より
- いきものがかり「YELL」(2009) - 『僕らの音楽』より

## スタッフ
- プロデューサー：土田芳美、宇賀神裕子、後藤夏美、中村峰子
- 演出：浜崎綾
- チーフプロデューサー：三浦淳
- 制作：フジテレビ編成制作局制作センター第二制作室
- 制作著作：フジテレビ

## 視聴率
平均視聴率は9.3%だった。

## 関連番組
- FNS歌謡祭 - 1974年から毎年冬に同局で放送。
- FNSうたの夏まつり - 2012年から毎年夏に同局で放送。2020年より『FNS歌謡祭 夏』へと改題して放送。
- FNSうたの春まつり - 2016年・2017年の春に同局で放送。2022年より『FNS歌謡祭 春』へと改題して放送。
- FNS音楽特別番組 上を向いて歩こう 〜うたでひとつになろう日本〜 - 2011年3月27日に同局で放送。当番組と同じく世界フィギュアスケート選手権が中止になったのを受けて急遽編成された。